# Элементы. Замечательный сон профессора Менделеева
«Элементы. Замечательный сон профессора Менделеева» — научно-популярная книга на русском языке Аркадия Искандеровича Курамшина, изданная в 2019 году издательской группой «АСТ».

## Автор
Аркадий Искандерович Курамшин (ум. 30 сентября 2019) — кандидат химических наук, доцент, методист кафедры высокомолекулярных и элементоорганических соединений Химического института имени А. М. Бутлерова Казанского (Приволжского) федерального университета.

## О книге
Книга посвящена периодической системе химических элементов, первоначальный вариант которой разработан русским учёным-энциклопедистом Дмитрием Ивановичем Менделеевым.
Автор рассказывает об истории разработки системы, формулировки периодического закона, открытия и названия химических элементов.

## Оценки
Научно-просветительская программа «Всенаука», реализуемая фондом «Русский глобус», оценила книгу следующим образом:
- общая оценка: 3/4 («рекомендую прочитать»);
- корректность: 3,5/4 («в целом корректное изложение с акцентом на точку зрения автора»—"объективное изложение, подтверждённое научными данными");
- увлекательность: 3,5/4 («книга вызывает интерес и читается относительно легко»—"книга читается с интересом, как художественная");
- доступность: 3/4 («книга доступна людям с базовыми знаниями на уровне школьной программы»);
- актуальность: 3,5/4 («книга дает базовые представления по теме»—"книга в основном нацелена на новые исследования");
- раскрытие темы «Атомы и молекулы»: 7,5/12.

Ольга Богомолова — советник вице-президента Российской академии наук, эксперт научно-просветительской программы «Всенаука»:
«Книга может быть интересна практически всем, кто заинтересовался атомами и молекулами. В очень доступной и увлекательной форме рассказывается обо всех химических элементах, известных к настоящему моменту. В книге нет химических формул и перечисления свойств элементов, но про каждый интересно рассказано, как он открыт и чем наиболее знаменит. Мне кажется, что с этой книги вполне можно начать погружение в тему „Атомы и молекулы“, она действительно интересная и увлекательная (хотя, конечно, неплохо бы при этом помнить основы школьной программы)».
Михаил Калинин — эксперт научно-просветительской программы «Всенаука»:
«Книга А. Курамшина — прекрасный (но, разумеется, не единственный) пример общедоступного и увлекательного справочника по таблице Менделеева. Книга написана легко и живо, читается с большим интересом и будет полезна интересующимся не только химией, но и историей науки и естествознания вообще».